# Andreas Frederik Krieger

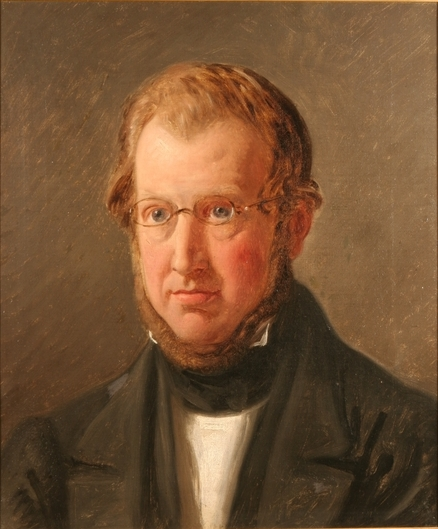
Andreas Frederik Krieger (1848), Porträt von Constantin Hansen

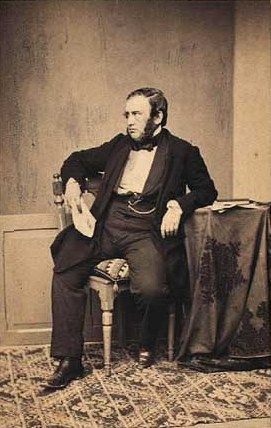
Andreas Frederik Krieger (1870er Jahre), Fotografie von Franz Hanfstaengl

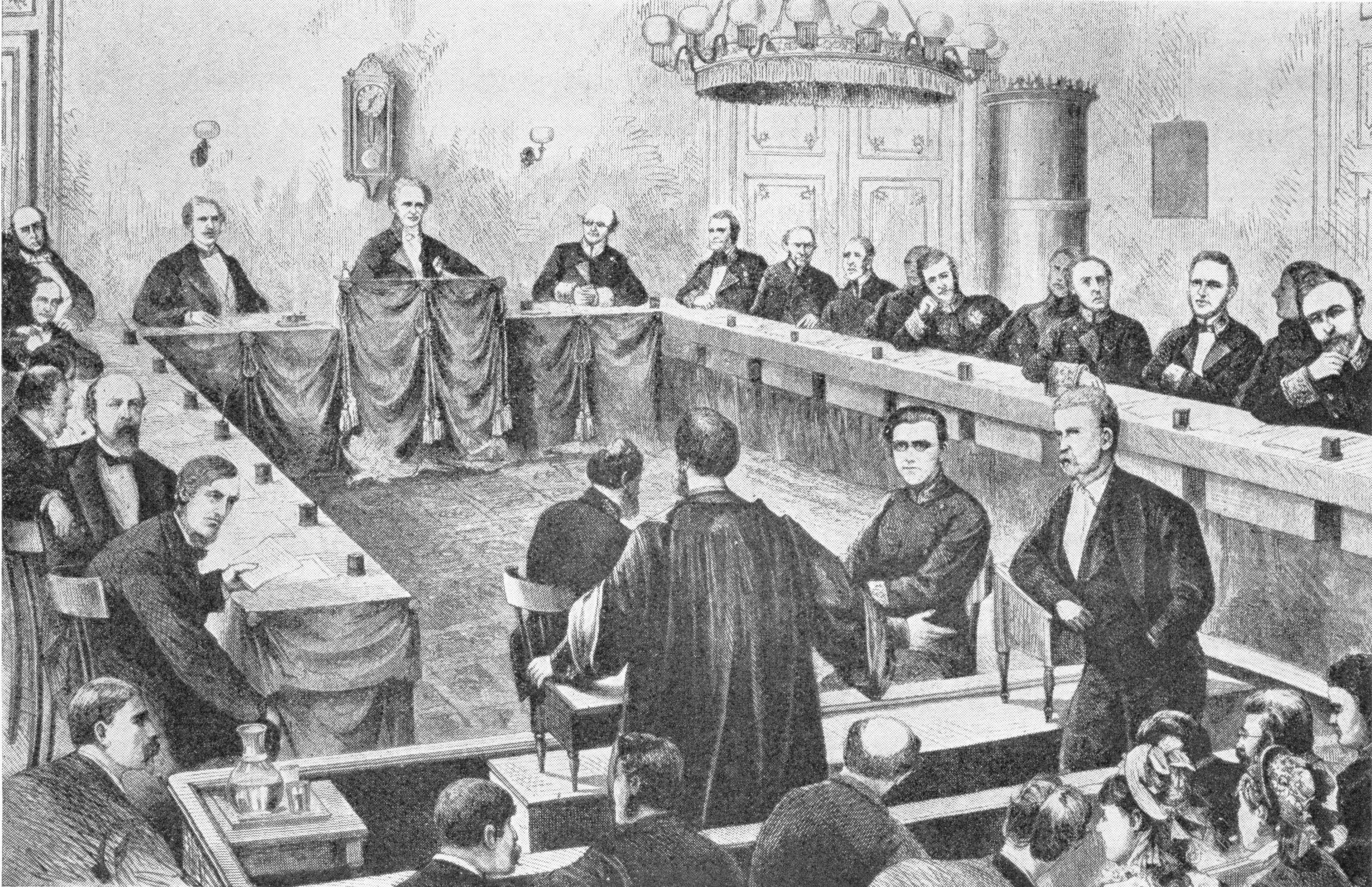
Andreas Frederik Krieger vor dem Amtsenthebungsgericht 1877

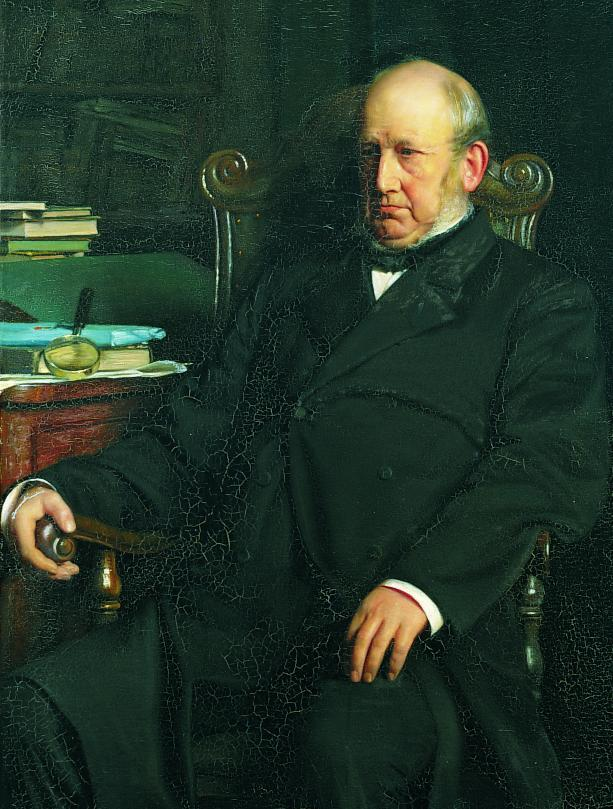
Andreas Frederik Krieger (1882), Porträt von Carl Bloch

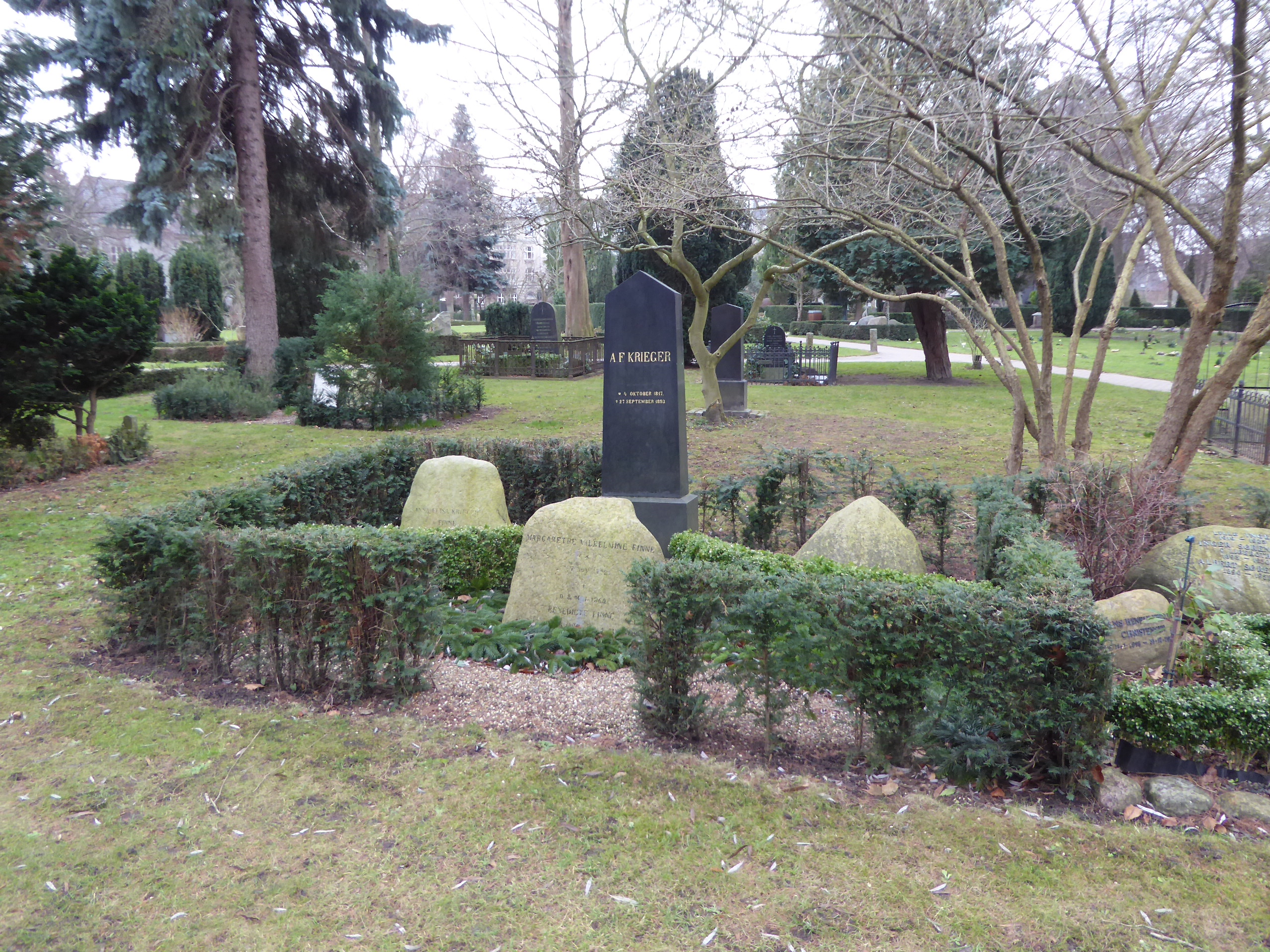
Grab von Andreas Frederik Krieger auf dem Holmens Kirkegård in Kopenhagen

Andreas Frederik Krieger (* 4. Oktober 1817 in Kolbjørnsvik in der Kommune Arendal in Norwegen; † 27. September 1893 in Kopenhagen) war ein dänischer Jurist und Politiker. Er war von 1845 bis 1855 Professor der Rechte an der Universität Kopenhagen, 1849 wurde er Mitglied des Folketing und 1863 Mitglied des Landsting. Krieger war mehrmals dänischer Innen-, Finanz- sowie Justizminister.

## Leben

### Familie
Krieger entstammte einer dänischen Familie mit adeligen Zweigen, aus der zahlreiche Marineoffiziere hervorgegangen sind. Sein Urgroßvater war der dänische Architekt Johan Cornelius Krieger. Der Vater war der königlich dänische Marineoffizier Johannes Krieger (* 4. Mai 1773 in Kopenhagen) und seine Mutter die Norwegerin Anna Elisa (* 15. Oktober 1791; † 10. Juni 1863), eine geborene Finne. Beide heirateten im November 1810. Er war das jüngste Kind des Paares und hatte noch drei Schwestern und einen Bruder. Der dänische Admiral Johan Cornelius Krieger war sein Onkel, ein älterer Bruder seines Vaters.
Andreas Frederik wurde in Kolbjørnsvik, eine Gemeinde in der Kommune Arendal im Königreich Norwegen, während eines Besuches seiner Mutter bei ihren Verwandten geboren. Der Vater starb am 12. Mai 1818 auf einer Marineexpedition nach Dänisch-Westindien auf der Karibikinsel Saint Thomas, die er am 3. Mai bereits erkrankt betrat. Er hat seinen jüngsten Sohn nie gesehen.

### Beruflicher Werdegang
Krieger besuchte die Kopenhagener Borgerdydskolerne, die er 1833 mit Auszeichnung verließ. Noch im gleichen Jahr begann er ein Jurastudium an der Universität Kopenhagen, das er als Magister der Rechte 1837 beendete. 1838 wurde er Volontär bei einer Rechtsanwaltskanzlei und erlangte 1841 an der Kopenhagener Universität mit einer staatsrechtlichen Arbeit über die Gerichtsbarkeit der Provinzialgüter das Lizenziat der Rechtswissenschaften. Im Anschluss unternahm er bis 1843 eine ausgedehnte Auslandsreise.
Im Jahr 1845 erhielt Krieger von der Kopenhagener Universität eine Außerordentliche Professur und wurde 1847 Ordentlicher Professor an der dortigen juristischen Fakultät, wo er bis 1855 Lehraufträge übernahm. Schon früh war er auch politisch aktiv; er gehörte der liberalen und nationalen dänischen Bewegung an und war 1847 Mitbegründer der Nordischen Gesellschaft für Literatur. Er beschäftigte sich während dieser Zeit intensiv mit der staatsrechtlichen Stellung der Herzogtümer Schleswig und Holstein, wobei er vor allem Schleswig als Kronland des Dänischen Gesamtstaates gegen jeden Anspruch auf eine deutsche Souveränität verteidigte. Während der Schleswig-Holsteinischen Erhebung ab 1848 war er führend an der Veröffentlichung der Antischleswig-Holsteinischen Fragmente beteiligt, die bis 1851 erschienen, als Antwort auf die von deutscher Seite begründete Selbstständigkeit der Herzogtümer.
Von 1848 bis 1855 war Krieger Mitglied des Kopenhagener Stadtrates, ab 1853 als stellvertretender Vorsitzender. Gleichzeitig gehörte er 1848 der Verfassungsgebenden Versammlung an, wo er zusammen mit Carl Christian Hall der Berichterstatter des Ausschusses für Verfassungsrecht war. Im Dezember 1849 wurde er zum Mitglied des Folketing gewählt, dem ersten Parlament des Königreichs Dänemark. Dort war er einer der Führer der Nationalliberalen Partei (De Nationalliberale). An den Verhandlungen über das Pressegesetz und das Amtsenthebungsgesetz hatte er hervorragenden Anteil. Allerdings wurde er bei den Neuwahlen zum zweiten Folketing 1852 von seinen Gegnern, den Bauernfreunden (Bondevennernes Selskab), verdrängt.
Krieger übernahm 1855 eine Stelle als Staatssekretär im schleswigschen Ministerium, aber bereits im Oktober 1856 wurde er zum Minister des Innern in der Regierung von Carl Christoffer Georg Andræ ernannt. Als solcher setzte er zahlreiche Gesetze um, unter anderem das Gewerbegesetz vom 1857 und das Gesetz über die Jütische Querbahn. Nach dem Amtsantritt von Carl Christian Hall als Ministerpräsident wurde Krieger von Juni 1858 bis Mai 1859 die Leitung des dänischen Finanzministeriums übertragen und war im Anschluss für wenige Monate, bis Dezember 1859, erneut Innenminister. Zu Beginn des Jahres 1860 verzichtete Krieger auf eine weitere Amtszeit, er wurde Assessor am Obersten Gerichtshof des Königreichs Dänemark, dem Højesteret in Kopenhagen, nachdem er bereits ab 1856 dort außerordentlicher Assessor war. Ab 1857 war er außerdem Mitglied des Dänischen Reichsrates, der damals nur aus einer Kammer bestand. Als Mitglied des Reichsrates war Krieger Berichterstatter für den Entwurf der gemeinsamen Verfassung für das Königreich Dänemark und für das Herzogtum Schleswig, die spätere Novemberverfassung. 1863 wurde er von den Wahlmännern für die Stadt Kopenhagen als Nationalliberaler in das Landsting gewählt, wo er 1866 für mehrere Monate den Vorsitz bzw. das Amt des Sprechers ausübte.
Nach dem Ausbruch des Deutsch-Dänischen Krieges im Frühjahr 1864, kam es auf Initiative von Großbritannien zu einem Kongress der Signatarstaaten des Londoner Protokolls von 1852 um diesen Konflikt mit diplomatischen Mitteln zu beenden. Als Vertreter des Königreichs Dänemark nahm Krieger zusammen mit dem dänischen Außenminister George Quaade und dem Gesandten Torben Bille an der Konferenz von London teil. Die Konferenz endete allerdings ergebnislos, nicht zuletzt wegen der Unbeweglichkeit der dänischen Delegation bzw. der amtierenden Regierung von Ministerpräsident Ditlev Gothard Monrad. Dänemark musste im Frieden von Wien im Oktober 1864 die Herzogtümer Schleswig, Holstein und Lauenburg an die siegreichen Verbündeten Österreich und Preußen abtreten.
Nach dem Rücktritt von Ministerpräsident Christian Emil Frijs im Mai 1870 berief der dänische König Christian IX. den Oberkammerherrn Ludvig Holstein-Holsteinborg als Nachfolger in das Amt. Krieger übernahm ab Mai 1870 in dessen Kabinett die Funktion des Justizministers. Er stellte aber die Bedingung, dass auch sein einstiger Ministerkollege und ehemalige Ministerpräsident Carl Christian Hall einen Ministerposten erhielt, der daraufhin das Amt des Kultusministers übernahm. Als im Juli 1870 der Deutsch-Französische Krieg ausbrach, wurde das Ereignis in Dänemark zunächst mit Begeisterung aufgenommen; man hoffte auf Wiedergutmachungen für die Verluste von 1864. Dänemark geriet aber in eine kritische Lage als Kaiser Napoleon III. eine militärische Allianz mit Frankreich anbot. Krieger gehörte zu denen, die am eindringlichsten vor der Gefahr warnten und empfahl, jede Nachlässigkeit zu vermeiden, die Dänemark in eine bedrohliche Lage gegenüber Preußen und Deutschland bringen konnte. Während seiner Amtszeit als Justizminister konnte eine verfassungsmäßige Regelung der Beziehungen Dänemarks zu Island verabschiedet werden, der Inselstaat gab sich 1874 erstmals eine eigene Verfassung. Doch bereits im Juli 1872 wurde Krieger erneut die Leitung des Finanzministeriums übertragen. Als Finanzminister führte er im Dezember 1872 die skandinavische Währung, auf Grundlage der Skandinavischen Münzunion, ein. Die Währungsunion wurde zunächst nur zwischen Dänemark und Schweden geschlossen, 1875 trat dann auch Norwegen bei. Der dänische Reichstaler (rigsdaler) und der schwedisch-norwegische Speciestaler wurden durch die Dezimalwährung im Goldstandard 1 Krone zu 100 Øre abgelöst. Im Juni 1874 reichte er seinen Rücktritt als Finanzminister ein, vorausgegangen waren unter anderem heftige Auseinandersetzungen mit dem Kriegs- und Marineminister Wolfgang von Haffner. Im Juli 1874 trat er auch als Reichsrat zurück und widmete sich nun der Arbeit im Landsting, dem er bis 1890 angehörte.
Noch während seiner Zeit als Finanzminister erfolgte der Verkauf der staatseigenen Bauruine der Marmorkirche in Kopenhagen an den Industriellen und Bankier Carl Frederik Tietgen mit der Auflage, den Bau zu vollenden. Wegen des Verkaufes musste sich Krieger einem Amtsenthebungsverfahren stellen, vor dem er aber am 13. Juni 1877 vollständig freigesprochen wurde. 1880 wurde Krieger eine Stelle als Justiziar beim Obersten Gerichtshof angeboten, die er aber gesundheitsbedingt ablehnte. Im Alter fast erblindet, zog er sich aus dem öffentlichen Leben immer öfter zurück und lehnte 1890 auch eine Wiederwahl in das Landsting ab.
Andreas Frederik Krieger starb am 27. September 1893, mit 75 Jahren, in einer Kutsche in Kopenhagen, die ihn für eine geplante Operation in ein Krankenhaus bringen sollte. Er blieb unverheiratet, seinen Haushalt führte eine Tante. Er wurde auf dem Holmens Kirkegård, ein Kopenhagener Friedhof, bestattet. Sein Grab ist erhalten. Krieger war Autor und Herausgeber einiger vor allem rechtswissenschaftlicher Werke. Er war verantwortlich für die Veröffentlichung der gesammelten Schriften von Johan Ludvig Heiberg, 22 Bände von 1860 bis 1862, mit dessen Witwe Johanne Luise Heiberg er freundschaftlich verbunden war. 1878 war Krieger führend an der Herausgabe der mehrbändigen Nordischen Rechtsenzyklopädie beteiligt. Seine postum veröffentlichten Tagebücher aus den Jahren 1848 bis 1880 sind eine bedeutende Quelle für die politische Geschichte dieser Zeit.

### Ehrungen und Mitgliedschaften
Krieger war Mitglied in zahlreichen Vereinen und Gesellschaften. Von 1857 bis 1870 war er Mitglied und Vorstandsvorsitzender der Dänischen Historischen Gesellschaft. Ab 1875 war er Vorsitzender des dänischen Zweiges der Letterstedter Vereinigung. 1885 wurde er Mitglied der Königlichen Gesellschaft der Wissenschaften in Uppsala und 1891 von der Norwegischen Akademie der Wissenschaften in Christiania.
Bereits 1838, ein Jahr nach Beendigung seines Studiums, wurde Krieger mit der Goldmedaille der Universität Kopenhagen ausgezeichnet. 1855 erhielt er den Titel eines königlich dänischen Etatrates. 1857 wurde Krieger das Komturkreuz, 1873 Großoffizierkreuz und 1887 Großkreuz des Dannebrogordens verliehen. Seit 1870 war er Dannebrogmann. 1887 wurde er Großoffizier des Nordstern-Ordens.
Anlässlich der Jubiläumsfeier der Universität Lund 1868, wurde Krieger die Ehrendoktorwürde der Rechtswissenschaften verliehen. 1877 erhielt er bei der Jubiläumsfeier der Universität Uppsala die Ehrendoktorwürde der Philosophie.

## Veröffentlichungen (Auswahl)
- De legibus ad ordines provinciales secundum 4tam constitutionis e. 28m. Maji a. 1831. (Dissertationsschrift), Bianco Luno, Kopenhagen, 1841.
- Antislesvigholstenske Fragmenter, udgivne efter Foranstaltning of Consistorium ved Kjøbenhavns Universitet. als Autor und Herausgeber, Reitzel, Kopenhagen 1848–1851.
- Den slesvigske formueret. Gyldendal, Kopenhagen 1855.
- Den slesvigske familie- og arveret. Gyldendal, Kopenhagen 1855.
- Nordisk retsencyklopædi. zusammen mit Karl Johan Berg und Torkel Halvorsen Aschehoug, 5 Bände, Gyldendal, Kopenhagen 1885–1899.
- Samling Breve 1860-1889. Briefwechsel mit Johanne Luise Heiberg, 2 Bände, Nordisk Forlag, Kopenhagen 1919.
- Dagbøger 1848−1880. (Tagebücher), herausgegeben von Elise Koppel, Aage Friis und Peter Munch.
  - Band 1: 1. Januar 1848 bis 6. November 1858. Gyldendal / Nordisk Forlag, Kopenhagen / Oslo 1920, (Digitalisat.)
  - Band 2: 15. November 1858 bis 2. Dezember 1863. Gyldendal / Nordisk Forlag, Kopenhagen / Oslo 1921, (Digitalisat.)
  - Band 3: 3. Dezember 1863 bis 31. Juli 1866. Gyldendal / Nordisk Forlag, Kopenhagen / Oslo 1921, (Digitalisat.)
  - Band 4: 1. August 1866 bis 12. Juni 1870. Gyldendal / Nordisk Forlag, Kopenhagen / Oslo 1921, (Digitalisat.)
  - Band 5: 13. Juni 1870 bis 21. Juni 1874. Gyldendal / Nordisk Forlag, Kopenhagen / Oslo 1923, (Digitalisat.)
  - Band 6: 23. Juni 1874 bis 31. März 1878. Gyldendal / Nordisk Forlag, Kopenhagen / Oslo 1925, (Digitalisat.)
  - Band 7: 1. April 1878 bis 24. Juli 1880. Gyldendal / Nordisk Forlag, Kopenhagen / Oslo 1925, (Digitalisat.)
  - Band 8.1: Register / Teil 1. Gyldendal / Nordisk Forlag, Kopenhagen / Oslo 1943, (Digitalisat.)
  - Band 8.2: Register / Teil 2. Gyldendal / Nordisk Forlag, Kopenhagen / Oslo 1943, (Digitalisat.)